# 아프렐렙카

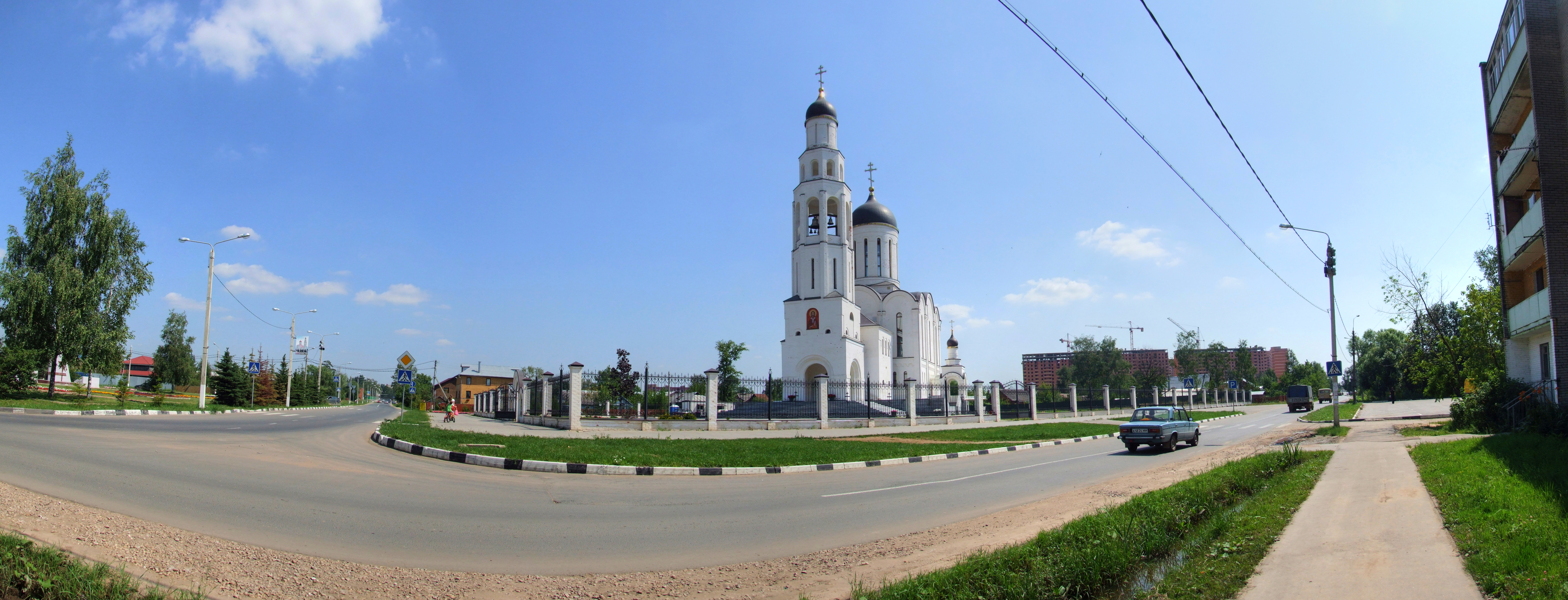

아프렐렙카(Апре́левка)는 모스크바주에 있는 도시로 인구는 1만9,500명이다.